# أل هوي
أل هوي هو عداء مراثوني كندي، ولد في 16 سبتمبر 1945 في Ayrshire ‏ في المملكة المتحدة، وتوفي في 21 يونيو 2016 في دنكان، كولومبيا البريطانية ‏ في كندا بسبب السكري.